# Abu Sharji
Abu Sharji (tiếng Ả Rập: أبو شرجي) là một ngôi làng Syria nằm ở Sinjar Nahiyah ở huyện Maarrat al-Nu'man, Idlib. Theo Cục Thống kê Trung ương Syria (CBS), Abu Sharji có dân số 507 người trong cuộc điều tra dân số năm 2004.